# Capitol Records
A Capitol Records amerikai lemezkiadó vállalat, az Universal Music Group csoport tagja. Székhelye a kaliforniai Hollywoodban van. A céget Johnny Mercer zeneszerző alapította 1942-ben. A kezdéshez Buddy DeSylva filmproducer és Glenn Wallichs zenebolt tulajdonos biztosította a pénzügyi hátteret.
Többek között Katy Perry, Nat King Cole, Peggy Lee, Michael Jackson, Bob Seger, Frank Sinatra, Judy Garland, a Beach Boys, a Beatles, a Pink Floyd, a Duran Duran, a Beastie Boys, a Coldplay és a Radiohead is a Capitol Records gondozásában jelentette meg lemezeit.
A cég székhelyéül szolgáló Capitol Records Tower Hollywood városának egyik jellegzetes épülete.